# TV-året 2025

## Händelser
- 1 februari–8 mars – Melodifestivalen avgörs i Sverige.[1]
- 13 maj–17 maj – Eurovision Song Contest avgörs i Basel.[2]

## TV-programstarter
- 7 januari – Nyhetsdagen
- 31 januari – Nyhetskoll

## TV-seriestarter
- 6 januari – premiär för den svenska dramaserien Trolösa på Sveriges Television.[3]
- 9 januari – premiär för den amerikanska TV-serien American Primeval på Netflix.[4]
- 4 mars – premiär för den amerikanska TV-serien Daredevil: Born Again på Disney+.[5]
- 1 december – premiär för Tidstjuven, SVT:s julkalender 2025.